# Bob-Weltcup 1990/91
Der Bob-Weltcup 1990/91 begann bereits am 31. Oktober 1990 im kanadischen Calgary und endete nach insgesamt sechs Weltcuprennen Anfang März 1991 auf der Bobbahn im französischen La Plagne, wo im Folgejahr die Bobwettbewerbe der Olympischen Winterspiele von Albertville ausgetragen wurden. Der ursprünglich geplante 3. Weltcup auf der Natureisbahn Trebević im damals noch jugoslawischen Sarajevo, Austragungsort der Olympischen Winterspiele von 1984, wurde wegen zu warmer Temperaturen ins sauerländische Winterberg verlegt, wo eine Woche zuvor bereits der 2. Weltcup stattgefunden hatte. Nach der deutschen Wiedervereinigung trat nun erstmals ein gesamtdeutsches Bobteam im Weltcup an.
Neben der Bob-Europameisterschaft auf der Natureisbahn im italienischen Cervinia waren die erstmals im erzgebirgischen Altenberg ausgetragenen Weltmeisterschaften der Saisonhöhepunkt.

## Neuerung im Modus
Auf dem FIBT-Kongress im italienischen Saint Vincent wurde im Juni 1990 beschlossen, nunmehr nur noch zwei statt vier Wertungsläufe pro Weltcuprennen durchzuführen. Außerdem beschloss der Kongress, nur noch ein Streichresultat in der Weltcupwertung zuzulassen. Ausgenommen wurden davon der jeweils erste und letzte Weltcup. So wollte man erreichen, das die starken Bobnationen auch ihre besten Athleten zum damals noch traditionellen Start der Weltcupsaison nach Übersee schickten.

## Einzelergebnisse der Weltcupsaison 1990/91

### Weltcupkalender
| #  | Datum                            | Land        | Ort         | Wettkampfstätte                         | Anmerkungen     |
| -- | -------------------------------- | ----------- | ----------- | --------------------------------------- | --------------- |
| 1  | 31. Oktober – 3. November 1990   | Kanada      | Calgary     | Calgary’s WinSport Bobsleigh/Luge Track |                 |
| 2  | 18. November – 21. November 1990 | Deutschland | Winterberg  | Veltins-Eisarena                        |                 |
| 3  | 26. November – 2. Dezember 1990  | Jugoslawien | Sarajevo    | Olympia Bob- und Rodelbahn Trebević     | Ausfall         |
| 3  | 26. November – 2. Dezember 1990  | Deutschland | Winterberg  | Veltins-Eisarena                        | Ersatz          |
| 4  | 9. Dezember 1990                 | Österreich  | Igls        | Olympia Eiskanal Igls                   | nur Zweierbob   |
| 4  | 30. Dezember 1990                | Deutschland | Königssee   | Kunsteisbahn Königssee                  | nur Viererbob   |
| 5  | 22. – 27. Januar 1991            | Italien     | Cervinia    | Bobbahn Breuil-Cervinia                 | gleichzeitig EM |
| WM | 9. Februar – 16. Februar 1991    | Deutschland | Altenberg   | Rennschlitten- und Bobbahn Altenberg    |                 |
| 6  | 27. Februar – 2. März 1992       | Frankreich  | Albertville | Piste de La Plagne                      |                 |

### Weltcupergebnisse
| 1. Weltcup in Calgary, 31. Oktober 1990 – 4. November 1990 | 1. Weltcup in Calgary, 31. Oktober 1990 – 4. November 1990                                                                       | 1. Weltcup in Calgary, 31. Oktober 1990 – 4. November 1990 | 1. Weltcup in Calgary, 31. Oktober 1990 – 4. November 1990     | 1. Weltcup in Calgary, 31. Oktober 1990 – 4. November 1990 |
| ---------------------------------------------------------- | --- | ---------------------------------------------------------- | -------------------------------------------------------------- | ---------------------------------------------------------- |
| Disziplin                                                  | Erster Platz | Zweiter Platz                                              | Dritter Platz                                                  |                                                            |
| Zweierbob                                                  | Gustav Weder Curdin Morell | Wolfgang Hoppe René Hannemann                              | Volker Dietrich Klaus Schmuck                                  |                                                            |
| Viererbob                                                  | SchweizGustav Weder Bruno Gerber Lorenz Schindelholz Curdin Morell DeutschlandHarald Czudaj Tino Bonk Axel Jang Alexander Szelig |                                                            | KanadaChris Lori John Graham Sheridon Baptiste Douglas Currier |                                                            |

| 2. Weltcup in Winterberg, 17. November 1990 – 21. November 1990 | 2. Weltcup in Winterberg, 17. November 1990 – 21. November 1990    | 2. Weltcup in Winterberg, 17. November 1990 – 21. November 1990     | 2. Weltcup in Winterberg, 17. November 1990 – 21. November 1990 | 2. Weltcup in Winterberg, 17. November 1990 – 21. November 1990 |
| --------------------------------------------------------------- | ------------------------------------------------------------------ | ------------------------------------------------------------------- | --------------------------------------------------------------- | --------------------------------------------------------------- |
| Disziplin                                                       | Erster Platz                                                       | Zweiter Platz                                                       | Dritter Platz                                                   |                                                                 |
| Zweierbob                                                       | Gustav Weder Curdin Morell                                         | Wolfgang Hoppe René Hannemann                                       | Chris Lori Douglas Currier                                      |                                                                 |
| Viererbob                                                       | SchweizGustav Weder Bruno Gerber Lorenz Schindelholz Curdin Morell | ÖsterreichIngo Appelt Gerhard Redl Gerhard Haidacher Harald Winkler | DeutschlandDirk Wiese Oliver Rogge Thorsten Wölm Olaf Hampel    |                                                                 |

| 3. Weltcup in Winterberg, 28. November 1990 – 2. Dezember 1990 | 3. Weltcup in Winterberg, 28. November 1990 – 2. Dezember 1990 | 3. Weltcup in Winterberg, 28. November 1990 – 2. Dezember 1990            | 3. Weltcup in Winterberg, 28. November 1990 – 2. Dezember 1990        | 3. Weltcup in Winterberg, 28. November 1990 – 2. Dezember 1990 |
| -------------------------------------------------------------- | -------------------------------------------------------------- | ------------------------------------------------------------------------- | --------------------------------------------------------------------- | -------------------------------------------------------------- |
| Disziplin                                                      | Erster Platz                                                   | Zweiter Platz                                                             | Dritter Platz                                                         |                                                                |
| Zweierbob                                                      | Wolfgang Hoppe René Hannemann                                  | Peter Hinz Andreas Reisch                                                 | Brian Shimer Edwin Moses                                              |                                                                |
| Viererbob                                                      | DeutschlandDirk Wiese Oliver Rogge Thorsten Wölm Olaf Hampel   | ItalienPasquale Gesuito Antonio Tartaglia Paolo Canedi Marcantonio Stiffi | DeutschlandWolfgang Hoppe Bogdan Musiol Frank Bartholomäus Thomas Rex |                                                                |

| 4. Weltcup in Igls, 8. Dezember 1990 | 4. Weltcup in Igls, 8. Dezember 1990                          | 4. Weltcup in Igls, 8. Dezember 1990                               | 4. Weltcup in Igls, 8. Dezember 1990                             | 4. Weltcup in Igls, 8. Dezember 1990 |
| ------------------------------------ | ------------------------------------------------------------- | ------------------------------------------------------------------ | ---------------------------------------------------------------- | ------------------------------------ |
| Disziplin                            | Erster Platz                                                  | Zweiter Platz                                                      | Dritter Platz                                                    |                                      |
| Zweierbob                            | kein Wettbewerb                                               | kein Wettbewerb                                                    | kein Wettbewerb                                                  |                                      |
| Viererbob                            | DeutschlandHarald Czudaj Tino Bonk Axel Jang Alexander Szelig | SchweizGustav Weder Bruno Gerber Lorenz Schindelholz Curdin Morell | ÖsterreichIngo Appelt Gerhard Redl Thomas Schroll Harald Winkler |                                      |

| 4. Weltcup in Königssee, Dezember 1990 | 4. Weltcup in Königssee, Dezember 1990 | 4. Weltcup in Königssee, Dezember 1990 | 4. Weltcup in Königssee, Dezember 1990 | 4. Weltcup in Königssee, Dezember 1990 |
| -------------------------------------- | -------------------------------------- | -------------------------------------- | -------------------------------------- | -------------------------------------- |
| Disziplin                              | Erster Platz                           | Zweiter Platz                          | Dritter Platz                          |                                        |
| Zweierbob                              | Rudi Lochner Markus Zimmermann         | Wolfgang Hoppe René Hannemann          | Gustav Weder Bruno Gerber              |                                        |
| Viererbob                              | kein Wettbewerb                        | kein Wettbewerb                        | kein Wettbewerb                        |                                        |

| Europameisterschaften und 5. Weltcup in Cervinia, 22. Januar 1991 – 27. Januar 1991 | Europameisterschaften und 5. Weltcup in Cervinia, 22. Januar 1991 – 27. Januar 1991 | Europameisterschaften und 5. Weltcup in Cervinia, 22. Januar 1991 – 27. Januar 1991 | Europameisterschaften und 5. Weltcup in Cervinia, 22. Januar 1991 – 27. Januar 1991 | Europameisterschaften und 5. Weltcup in Cervinia, 22. Januar 1991 – 27. Januar 1991 |
| ----------------------------------------------------------------------------------- | ----------------------------------------------------------------------------------- | ----------------------------------------------------------------------------------- | ----------------------------------------------------------------------------------- | ----------------------------------------------------------------------------------- |
| Disziplin                                                                           | Erster Platz                                                                        | Zweiter Platz                                                                       | Dritter Platz                                                                       |                                                                                     |
| Zweierbob                                                                           | Gustav Weder Bruno Gerber                                                           | Volker Dietrich Peer Joechel                                                        | Günter Huber Stefano Ticci                                                          |                                                                                     |
| Viererbob                                                                           | SchweizGustav Weder Bruno Gerber Lorenz Schindelholz Curdin Morell                  | DeutschlandDirk Wiese Thorsten Wölm Oliver Rogge Olaf Hampel                        | DeutschlandVolker Dietrich Sven Rühr Frank Jacob Thomas Rex                         |                                                                                     |

| Weltmeisterschaften in Altenberg, 9. Februar 1991 – 16. Februar 1991 | Weltmeisterschaften in Altenberg, 9. Februar 1991 – 16. Februar 1991 | Weltmeisterschaften in Altenberg, 9. Februar 1991 – 16. Februar 1991 | Weltmeisterschaften in Altenberg, 9. Februar 1991 – 16. Februar 1991 | Weltmeisterschaften in Altenberg, 9. Februar 1991 – 16. Februar 1991 |
| -------------------------------------------------------------------- | -------------------------------------------------------------------- | -------------------------------------------------------------------- | -------------------------------------------------------------------- | -------------------------------------------------------------------- |
| Disziplin                                                            | Erster Platz                                                         | Zweiter Platz                                                        | Dritter Platz                                                        |                                                                      |
| Zweierbob                                                            | Rudi Lochner Markus Zimmermann                                       | Gustav Weder Curdin Morell                                           | Wolfgang Hoppe René Hannemann                                        |                                                                      |
| Viererbob                                                            | DeutschlandWolfgang Hoppe Bogdan Musiol Axel Kühn Christoph Langen   | SchweizGustav Weder Bruno Gerber Lorenz Schindelholz Curdin Morell   | DeutschlandHarald Czudaj Tino Bonk Axel Jang Alexander Szelig        |                                                                      |

| 6. Weltcup in Albertville, 27. Februar 1991 – 2. März 1991 | 6. Weltcup in Albertville, 27. Februar 1991 – 2. März 1991            | 6. Weltcup in Albertville, 27. Februar 1991 – 2. März 1991                                                                          | 6. Weltcup in Albertville, 27. Februar 1991 – 2. März 1991 | 6. Weltcup in Albertville, 27. Februar 1991 – 2. März 1991 |
| ---------------------------------------------------------- | --------------------------------------------------------------------- | --- | ---------------------------------------------------------- | ---------------------------------------------------------- |
| Disziplin                                                  | Erster Platz                                                          | Zweiter Platz | Dritter Platz                                              |                                                            |
| Zweierbob                                                  | Wolfgang Hoppe René Hannemann                                         | Günther Huber Marco Tartaglia | Gustav Weder Bruno Gerber                                  |                                                            |
| Viererbob                                                  | ÖsterreichIngo Appelt Gerhard Haidacher Thomas Schroll Harald Winkler | SchweizGustav Weder Bruno Gerber Lorenz Schindelholz Curdin Morell DeutschlandWolfgang Hoppe René Hannemann Axel Kühn Bogdan Musiol |                                                            |                                                            |

## Weltcupstände

### Gesamtstand im Zweierbob der Männer
| Rang | Bobpilot        | Land        | Punkte |
| ---- | --------------- | ----------- | ------ |
| 1.   | Wolfgang Hoppe  | Deutschland | 147    |
| 2.   | Gustav Weder    | Schweiz     | 146    |
| 3.   | Chris Lori      | Kanada      | 130    |
| 4.   | Greg Haydenluck | Kanada      | 120    |
| 5.   | Günther Huber   | Italien     | 118    |
| 6.   | Ingo Appelt     | Österreich  | 117    |

### Gesamtstand im Viererbob der Männer
| Rang | Bobpilot         | Land        | Punkte |
| ---- | ---------------- | ----------- | ------ |
| 1.   | Gustav Weder     | Schweiz     | 148    |
| 2.   | Ingo Appelt      | Österreich  | 139    |
| 3.   | Chris Lori       | Kanada      | 123    |
| 4.   | Günther Huber    | Italien     | 109    |
| 5.   | Wolfgang Hoppe   | Deutschland | 105    |
| 6.   | Pasquale Gesuito | Italien     | 104    |

### Gesamtstand in der Kombination der Männer
| Rang | Bobpilot         | Land        | Punkte |
| ---- | ---------------- | ----------- | ------ |
| 1.   | Gustav Weder     | Schweiz     | 294    |
| 2.   | Ingo Appelt      | Österreich  | 254    |
| 3.   | Chris Lori       | Kanada      | 253    |
| 4.   | Wolfgang Hoppe   | Deutschland | 252    |
| 5.   | Günther Huber    | Italien     | 225    |
| 6.   | Pasquale Gesuito | Italien     | 209    |